# Анголар
Анголар (а также нгола (Lungua N’golá) — язык национального меньшинства в Сан-Томе и Принсипи, на котором говорят в южной части острова Сан-Томе и редко вдоль побережья. Это креольский язык на основе португальского языка, с сильным влиянием южного мбунду, языка банту континентальной Анголы, откуда на остров завозились чёрные рабы. Жители Анголы, говорящие на португальском и мбунду, при посещении Сан-Томе и Принсипи удивляются, что их язык практически идентичен этому языку.